# Слатінський заказник
Сла́тинський зака́зник — ботанічний заказник місцевого значення в Україні. Об'єкт природно-заповідного фонду Харківської області. 
Розташований на території Дергачівського району Харківської області, біля смт Слатине. 
Площа 18,9 га. Статус присвоєно згідно з рішенням облради від 20.03.2001 року. Перебуває у віданні: Дергачівська райдержадміністрація. 
Статус присвоєно для збереження природного комплексу на заплаві річки Лопань. Тут зростають рослинні угруповання справжніх луків з популяціями цінних лікарських рослин.

## Галерея

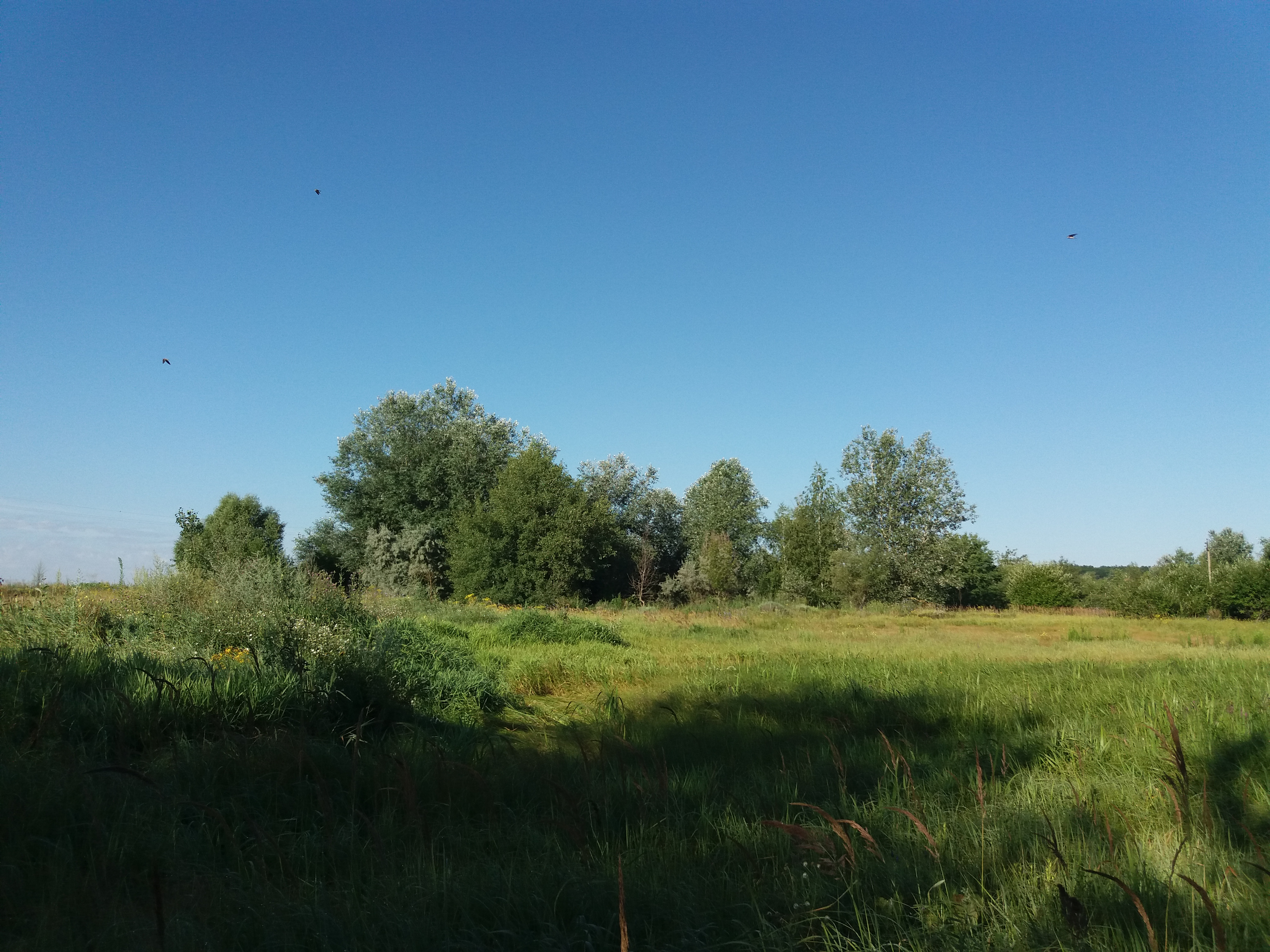
Заказник у липні (2020)
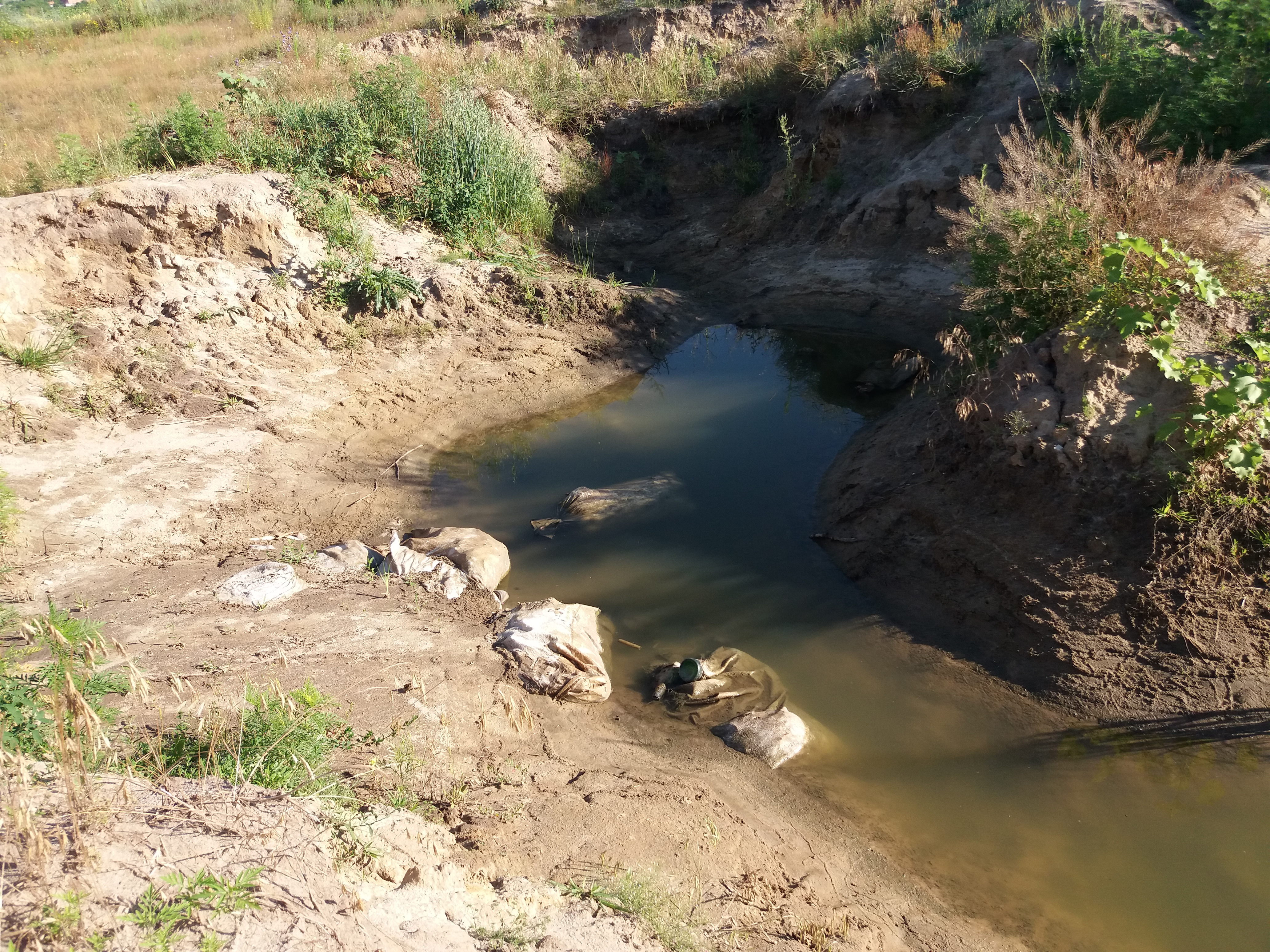
Сміття на території заказника (2020)
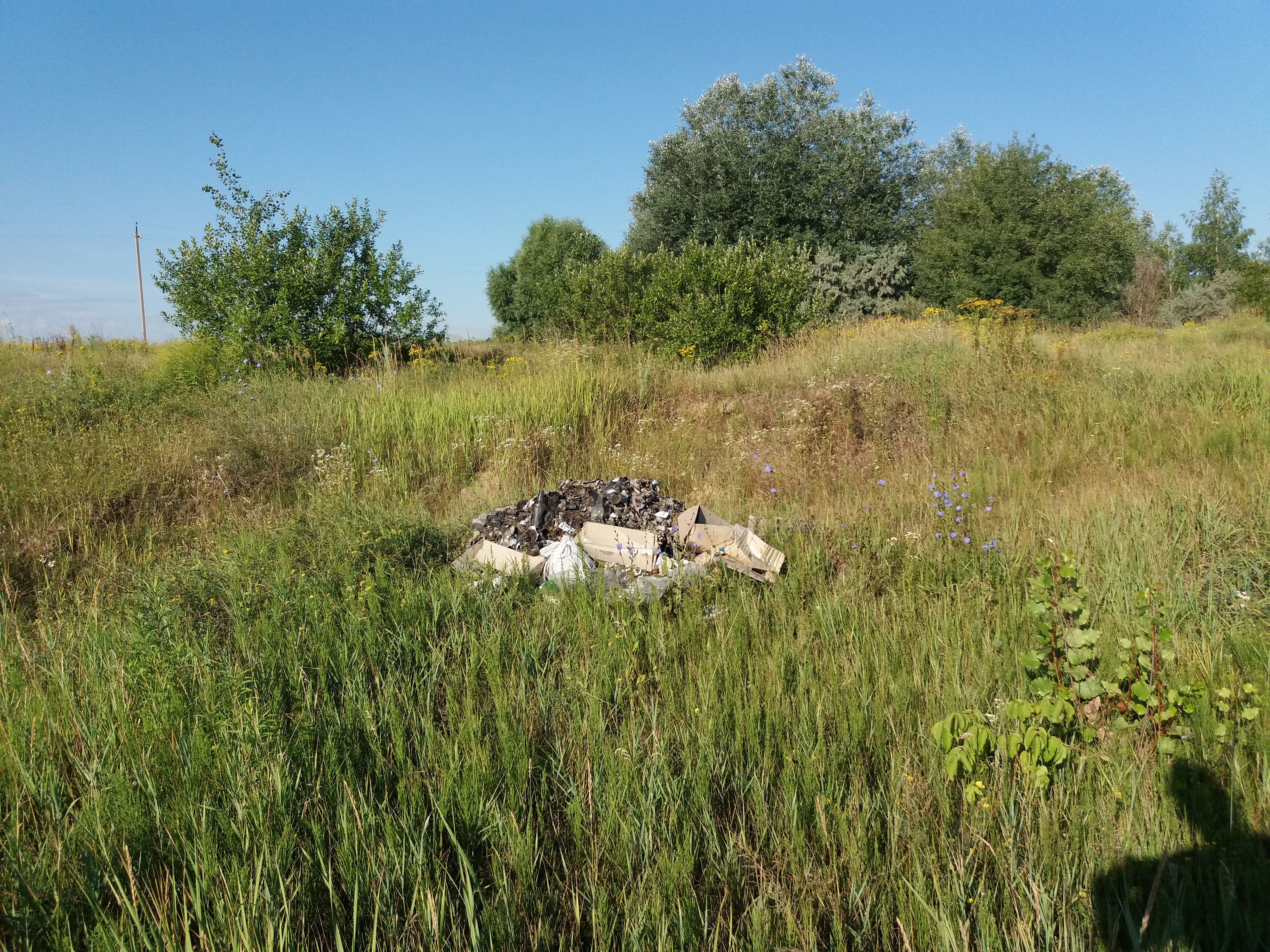
Будівельне сміття на території заказника (2020)